# Esclerodèrmia
L'esclerodèrmia és un grup de malalties autoimmunitàries que poden produir canvis a la pell i (en les formes no localitzades) els vasos sanguinis, músculs i òrgans interns. La malaltia es pot localitzar a la pell o també pot implicar altres òrgans.
L'esclerodèrmia pot ser localitzada (morfea) o sistèmica (esclerodèrmia sistèmica). Aquesta última pot ser alhora:
- Limitada (anteriorment anomenada síndrome de CREST), implicant manifestacions cutànies que afecten principalment a les mans, els braços i la cara.[3]
- Difusa, progressant ràpidament i afecta un gran àrea de la pell i un o més òrgans interns, sovint els ronyons, l'esòfag, el cor i/o els pulmons. Aquesta forma d'esclerodèrmia pot ser molt incapacitant.

L'esclerodèrmia es considera d'etiologia desconeguda, no obstant això, alguns sospiten que pot ser degut a una resposta immunitària anormal. Malgrat la seva etiologia desconeguda, s'han identificat una estreta relació entre certes mutacions en el gen HLA., i exposició al sílice El diagnòstic es basa en els símptomes, recolzat en una biòpsia de pell i anàlisis de sang.
Tot i que no hi ha cura, el tractament pot millorar els símptomes. Els medicaments que s'utilitzen inclouen glucocorticoides, metotrexat i antiinflamatoris no esteroidals (AINE). El pronòstic general és bo per a les persones amb esclerodèrmia cutània limitada que escapen complicacions pulmonars, però és pitjor per a aquells amb la malaltia cutània difusa, sobretot en l'edat avançada i per als homes. La mort es produeix amb major freqüència a partir d', cor i ronyons complicacions pulmonars. En la malaltia cutània difusa, la supervivència a cinc anys és del 70% i la supervivència a 10 anys és del 55%.
Aproximadament 3 de cada 100.000 persones per any desenvolupen la forma sistèmica. La malaltia comença amb més freqüència a l'edat mitjana. Les dones es veuen més afectades que els homes. Els símptomes de l'esclerodèrmia van ser descrits per primera vegada el 1753 per Carlo Curzio i després ben documentats el 1842. El terme prové del grec skleros que significa "dur" i derma que significa "pell".